# Bjärmsjön
Bjärmsjön är en sjö i Ånge kommun i Medelpad som ingår i Ljungans huvudavrinningsområde. Sjön har en area på 0,49 kvadratkilometer och ligger 212,3 meter över havet.

## Delavrinningsområde
Bjärmsjön ingår i det delavrinningsområde (692010-152749) som SMHI kallar för Mynnar i Gälebäcken. Medelhöjden är 266 meter över havet och ytan är 10,08 kvadratkilometer. Det finns inga avrinningsområden uppströms utan avrinningsområdet är högsta punkten. Vattendraget som avvattnar avrinningsområdet har biflödesordning 3, vilket innebär att vattnet flödar genom totalt 3 vattendrag innan det når havet efter 74 kilometer. Avrinningsområdet består mestadels av skog (83 procent). Avrinningsområdet har 0,49 kvadratkilometer vattenytor vilket ger det en sjöprocent på 4,9 procent.